# Protochronismus
Protochronismus ist ein ideologisches Konstrukt aus der Volksrepublik Rumänien der Ceaușescu-Ära. Er wurde 1974 von dem rumänischen Schriftsteller Edgar Papu in der Bukarester Zeitschrift Secolul XX erstmals publiziert. Gemäß der Theorie des Protochronismus basiert der überwiegende Teil der europäischen Kultur wie das Barock, die Romantik und die Ideen und Stile von Flaubert und Ibsen in Wirklichkeit auf Vorstellungen und Werken der rumänischen Literatur. Die Vorstellungen des Protochronismus wurden von dem damaligen Staats- und Regierungschef Nicolae Ceaușescu gefördert.

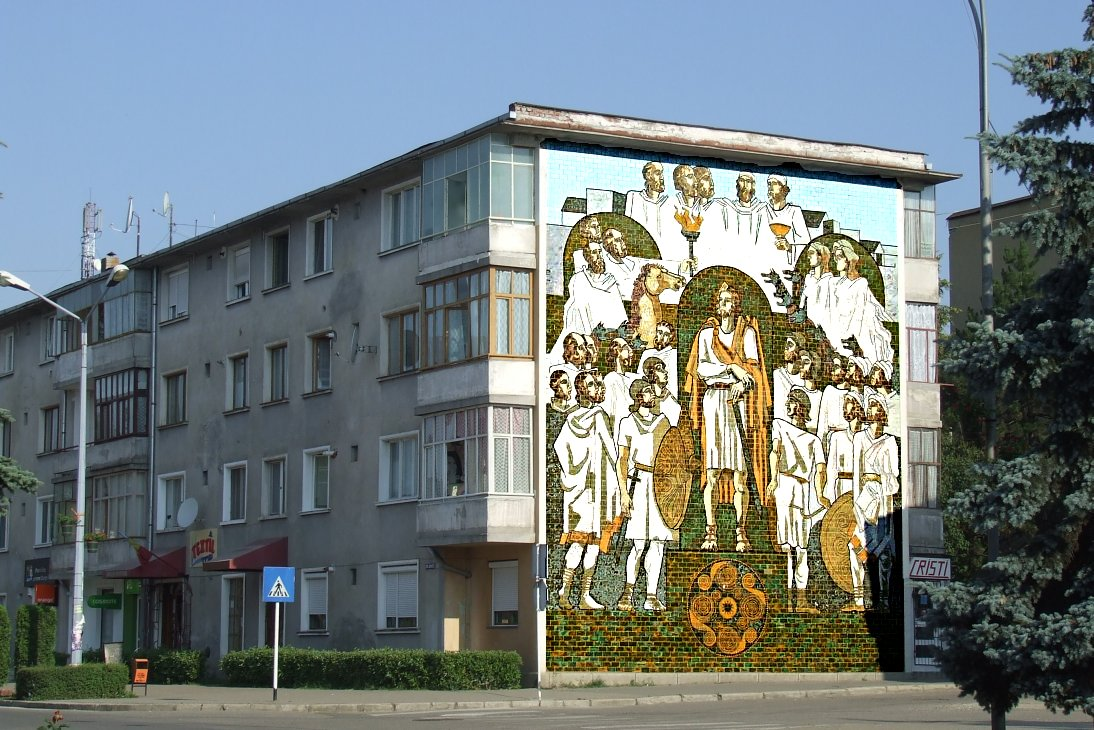
Wohnblock in Broos mit Darstellung der glorreichen dakischen Vorfahren

Diese neue nationale Geschichtsschreibung machte einen Schwenk von der Betonung der römischen Abstammung der Rumänen, wie sie im 19. Jahrhundert von der Siebenbürgischen Schule vertreten wurde, hin zu den Dakern. Damit konnte die rumänische Geschichte schon in ihrer Frühzeit als antiimperialistischer Abwehrkampf der wehrhaften Daker gegen die Römer dargestellt werden. Damit näherte sich die offizielle Geschichtsschreibung des Regimes den Ideen der extremen Rechten der Eisernen Garde, etwa denen des im italienischen Exil lebenden Geschichtsrevisionisten Iosif Constantin Drăgan. Die dako-romanische Kontinuitätstheorie wurde so zur Staatsdoktrin erhoben.
Der Bauernaufstand von Horea 1784 wurde als rumänischer Vorläufer der Französischen Revolution interpretiert und der Bauernaufstand von Bobâlna im Jahr 1437 (rum.: Răscoala de la Bobâlna) zur Revolution hochstilisiert. Der Parteihistoriker Nicolae Copoiu pries 1975 die Dokumente der moldauischen Kapitulationen mit der osmanischen Hohen Pforte (rum.: Capitulațiile Moldovei cu Poarta Otomană) als Beweis einer frühen rumänischen Souveränität. Schon damals hätten die Rumänischen Länder auf gleicher Augenhöhe mit dem Sultan verhandelt, genau so wie Ceaușescu heute mit Moskau und dem Westen. Diese Dokumente waren jedoch schon davor vom Historiker Constantin C. Giurescu als patriotische Fälschungen entlarvt worden.
Im Bereich der Wissenschaft und Kunst wurden die Schriften von Neagoe Basarab denen Machiavellis gegenübergestellt und als bedeutender bewertet. Der Schriftsteller Paul Anghel ging sogar so weit zu behaupten, Neagoes Lehren (rum.: Învățături) wären nicht nur im Westen unerreicht, sondern nicht einmal im Byzantinischen Reich wäre ähnliches in dieser Zeit zu finden. Die Tatsache, dass Neagoe auf Kirchenslawisch und nicht auf Rumänisch schrieb, war bei dieser nationalen Überhöhung kein Hindernis. Der Soziologe Ilie Bădescu wiederum versuchte nachzuweisen, dass der rumänische Dichter Mihai Eminescu die soziologischen Wissenschaften in Europa revolutioniert hatte. Der Schriftsteller Dan Zamfirescu beschäftigte sich hingegen mit Ion Creangă und stellte dessen Werk über die Bedeutung von Homer, Shakespeare und Goethe. Daneben wurden auch frühe rumänische Technikpioniere glorifiziert, etwa der Flugpionier Aurel Vlaicu, der Bakteriologe Victor Babeș, oder der Universalgelehrte Dimitrie Cantemir.